# Coppnunatak
Coppnunatak är en nunatak i Antarktis. Den ligger i Östantarktis. Nya Zeeland gör anspråk på området. Toppen på Coppnunatak är 187 meter över havet.
Terrängen runt Coppnunatak är huvudsakligen platt, men norrut är den kuperad. Trakten är obefolkad. Det finns inga samhällen i närheten.